# Evenfall
Evenfall ist eine italienisch-österreichische Dark-Metal-Band.

## Bandgeschichte
Die Band wurde 1992 gegründet und veröffentlichte die Alben My Cross (1993), Sepolcrum (1994) und Evenfall (1997). 1999 schloss Evenfall einen Vertrag mit dem Plattenlabel Century Media und brachte das Album Still In The Grey Dying (1999) heraus. Im selben Jahr ging die Band mit Dimmu Borgir und Dark Funeral auf Tour. 2002 veröffentlichte Evenfall das Album Cumbersome.

## Stil
Zu Beginn der Bandgeschichte spielten Evenfall Death Doom mit Einflüssen aus dem Black Metal. Mit späteren Veröffentlichungen wandte sich die Band  verstärkt Elementen aus Gothic Metal und Dark Metal zu. 2002 stieß Sängerin Roberta Staccuneddu hinzu, seither nutzt die Band den Wechselgesang zwischen dem Sopran der Sängerin und dem mit Dani Filth verglichenen Gesang des Sängers Ansgar Zöschg.

## Diskografie
- 1993: My Cross
- 1994: Sepolcrum
- 1997: Evenfall
- 1999: Still in the Grey Dying (Century Media)
- 2002: Cumbersome (Century Media)